# Elizabethtown, Kentucky
Elizabethtown är en stad och administrativ huvudort (county seat) i Hardin County i delstaten Kentucky, USA. Staden har 31 394 invånare (2020), på en yta av 66,87 km².

## Kända personer från Elizabethtown
- Charles B. Middleton, skådespelare
- Kenny Perry, golfspelare
- Kelly Rutherford, skådespelare